# スタイレックエンタープライズ
スタイレックエンタープライズは、連鎖販売手法を中心とした販売活動をおこなう株式会社。本社は、2010年3月まで東京都江東区に存在したが、東京都大田区へ移転した。 

## 概要
中国産のキリに似た早生樹（詳細は、スーパーポローニアの項を参照）をアメリカやオーストラリアで栽培し、その利益を出資者（サポーター）に還元すると謳い急成長を遂げた。2007年には約3万人の会員を集めたとされる。 

## 業務停止命令
2009年4月10日、経済産業省は、特定商取引法第39条第1項の規定に基づき、同年4月11日から3か月間、連鎖販売に関する業務の一部を停止する行政処分を行った。 

### 朝日新聞の報道及び訂正記事
2009年4月10日の朝日新聞夕刊およびasahi.comでは、同社に関連して「実際は、ほとんど植林は行われていなかった」という旨の記事を掲載した。この点について、スタイレックエンタープライズ側は、朝日新聞に対して事実無根であるとの抗議を行った結果、朝日新聞側は経済産業省の発表を間違えて報道したものであったとして、4月14日の夕刊第4版において訂正記事を掲載した。このやり取りの経緯は、スタイレックエンタープライズのホームページに掲載されていた（ホームページは、後述の家宅捜索に伴い2009年6月9日に閉鎖)。

## 金融商品取引法違反容疑
2009年6月8日、警視庁生活経済課は金融商品取引法違反（無登録営業）容疑で本社の家宅捜索を実施、2010年6月1日には、社長と元役員1名が、翌2日には常務が金融商品取引法違反の容疑で警視庁生活経済課に逮捕された。